# Mortes em novembro de 2024
Mortes em 2024: ← Janeiro – Fevereiro – Março – Abril – Maio – Junho – Julho – Agosto – Setembro – Outubro – Novembro – Dezembro →
Esta é uma relação de pessoas notáveis que morreram durante o mês de novembro de 2024, listando nome, nacionalidade, ocupação e ano de nascimento.

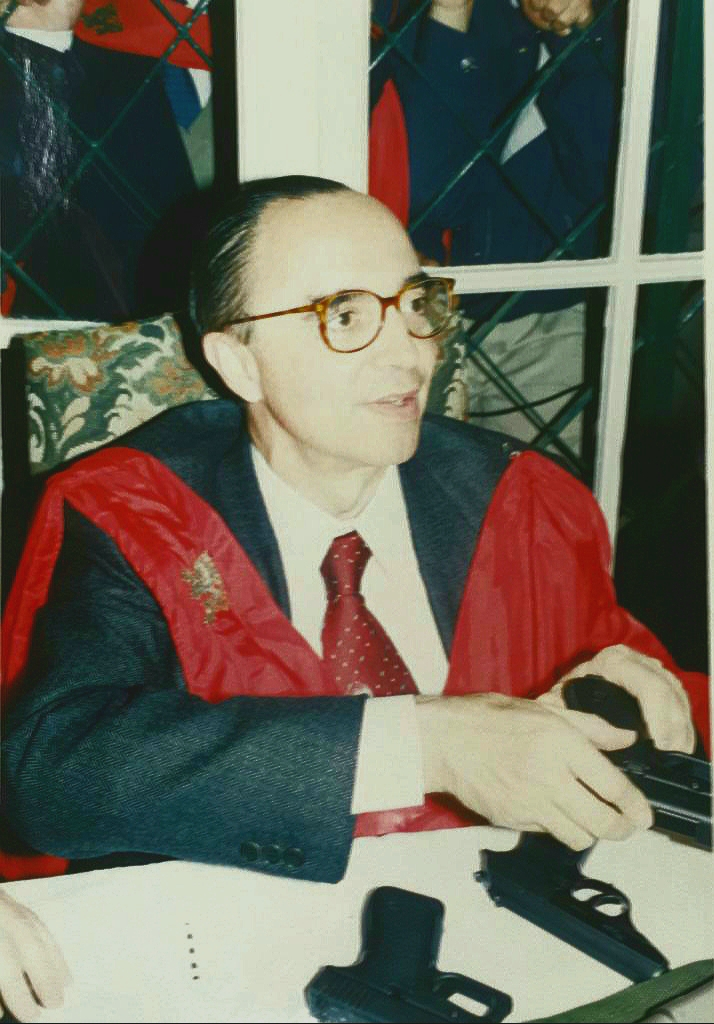
João Clá Dias, sacerdote brasileiro.

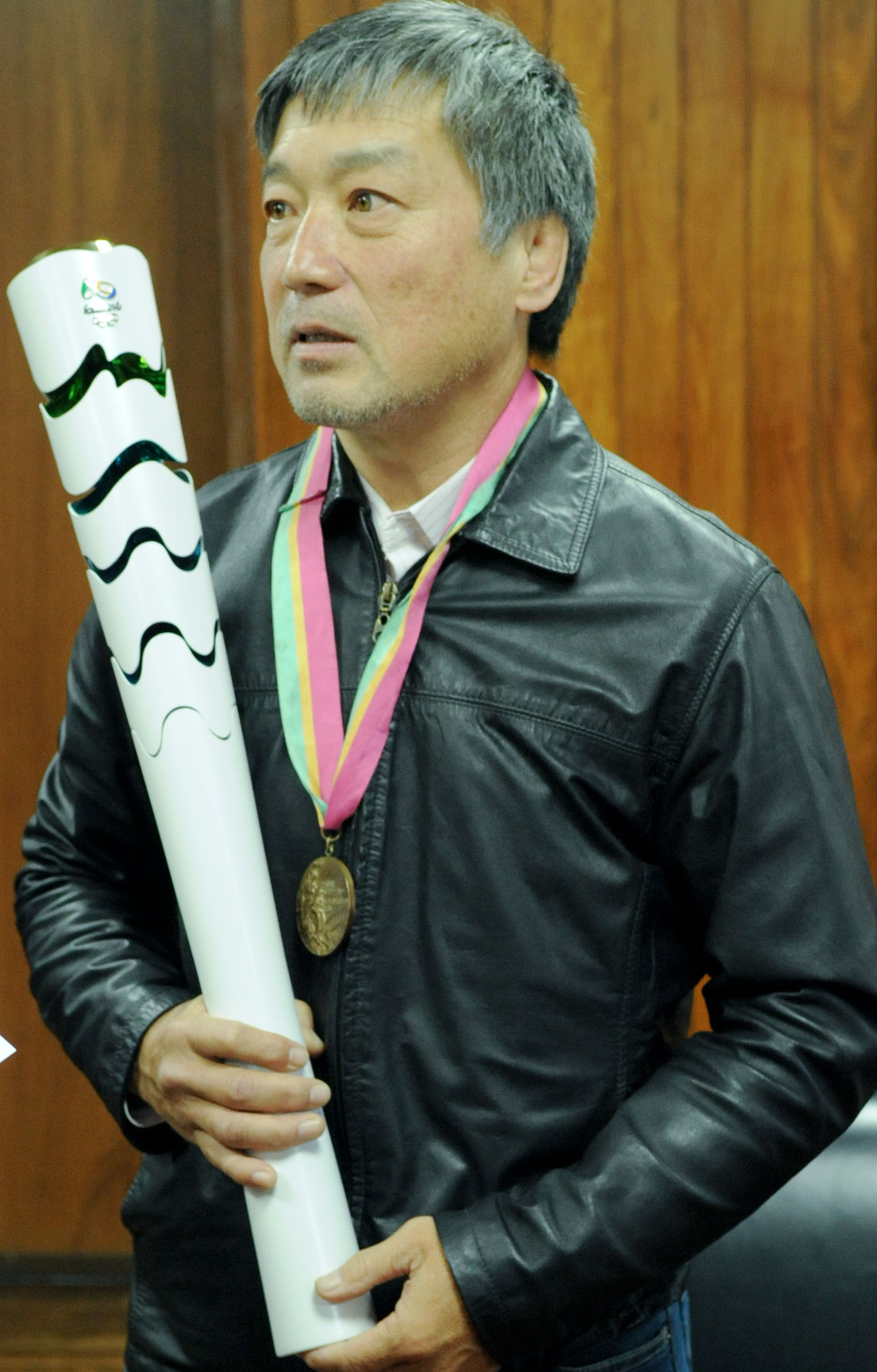
Luiz Onmura, judoca brasileiro.

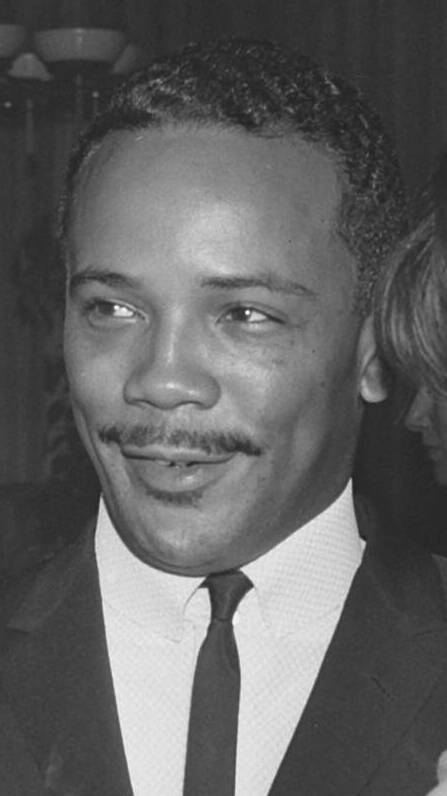
Quincy Jones, músico estadunidense.

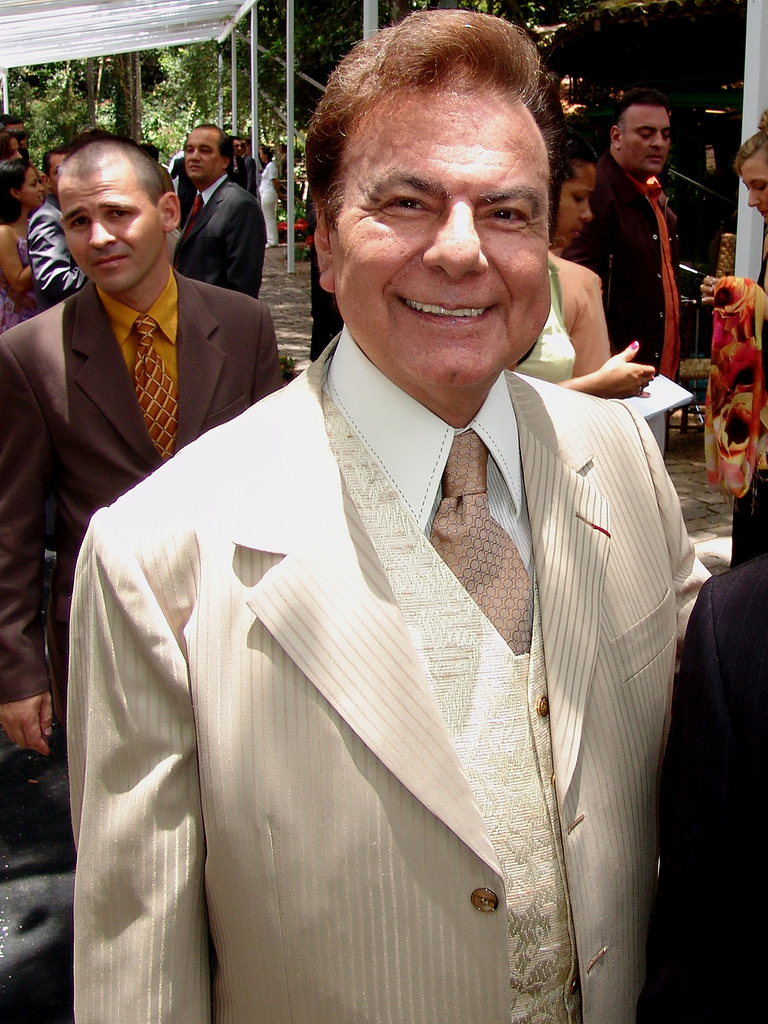
Agnaldo Rayol, cantor brasileiro.

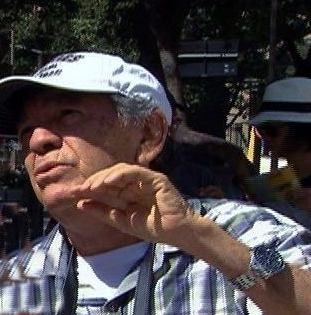
Evandro Teixeira, fotojornalista brasileiro.

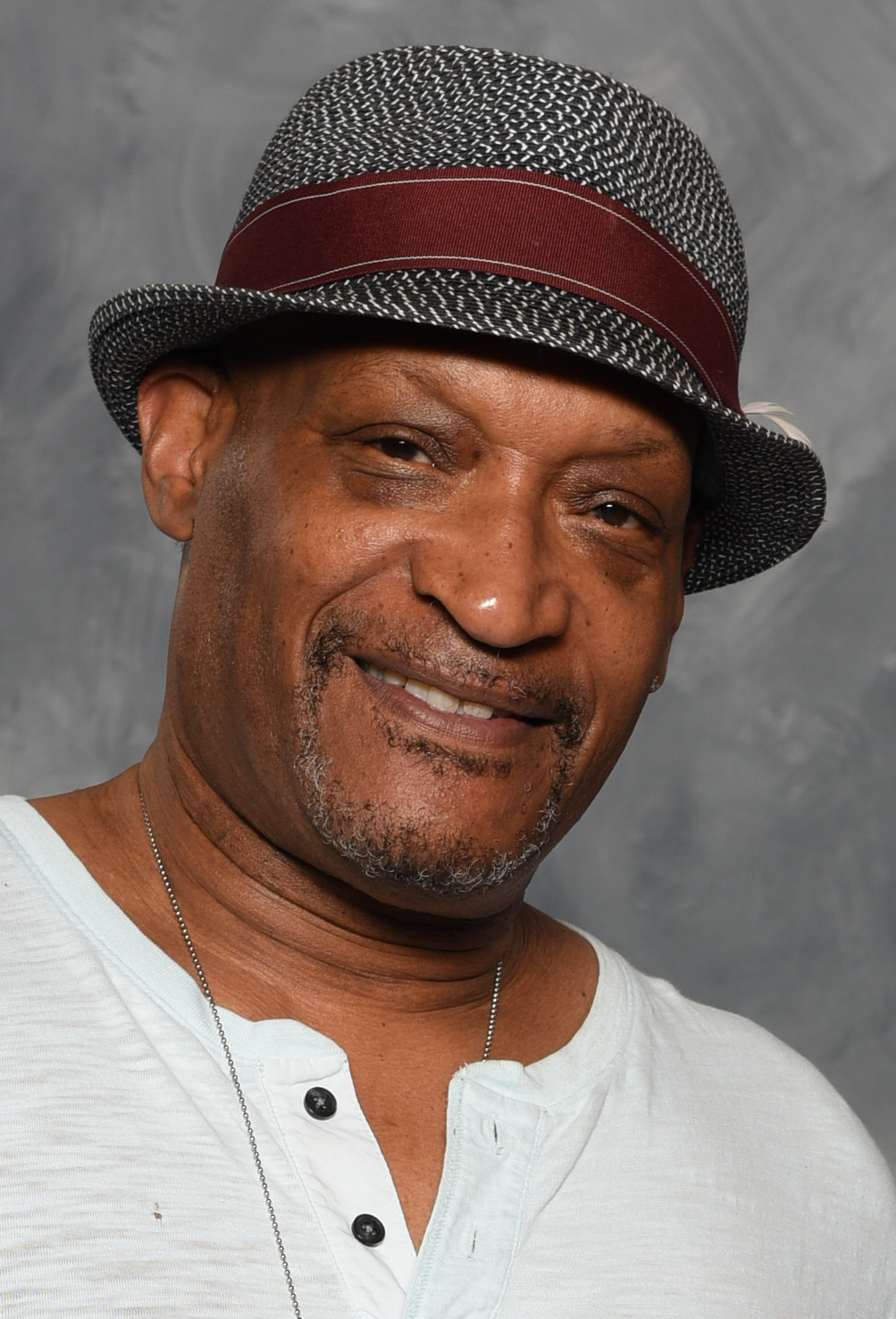
Tony Todd, ator estadunidense.

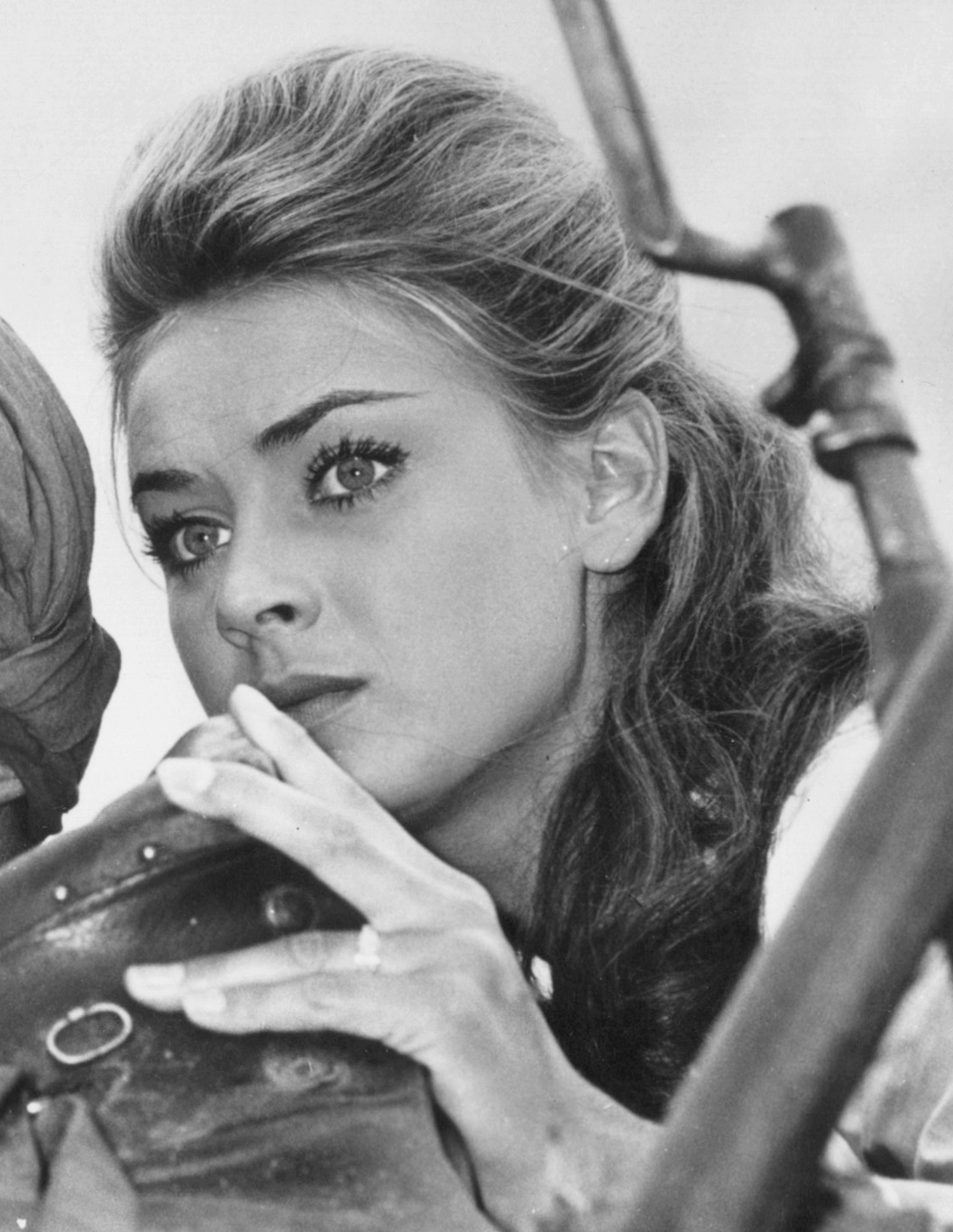
Geneviève Grad, atriz francesa.

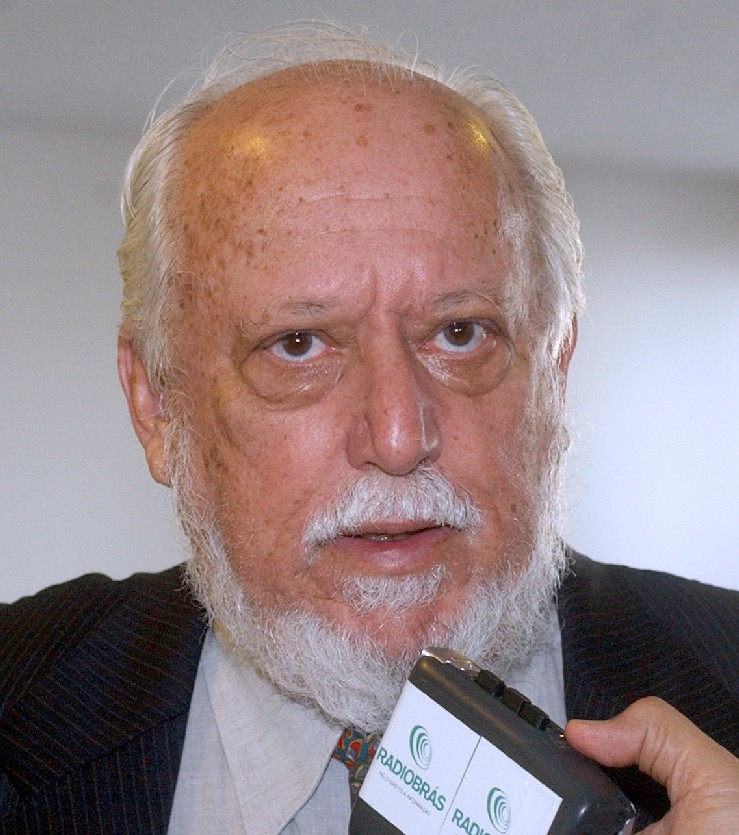
José Botafogo Gonçalves, advogado e diplomata brasileiro.

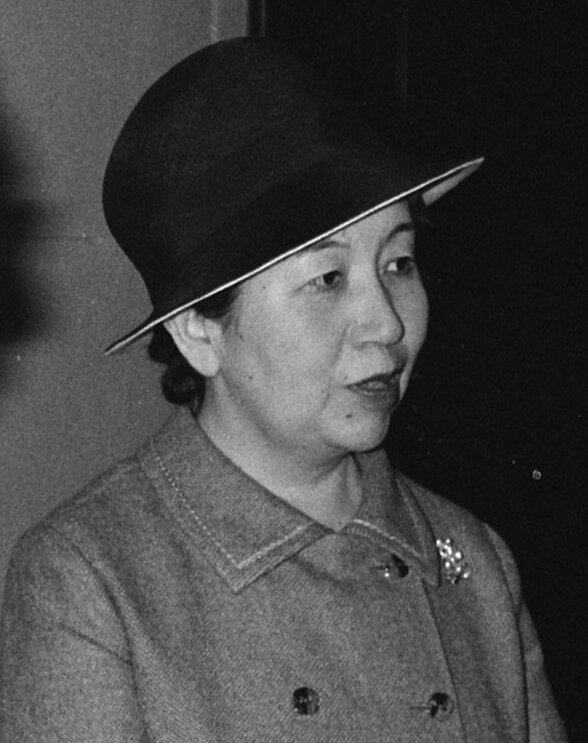
Yuriko Mikasa, princesa japonesa.

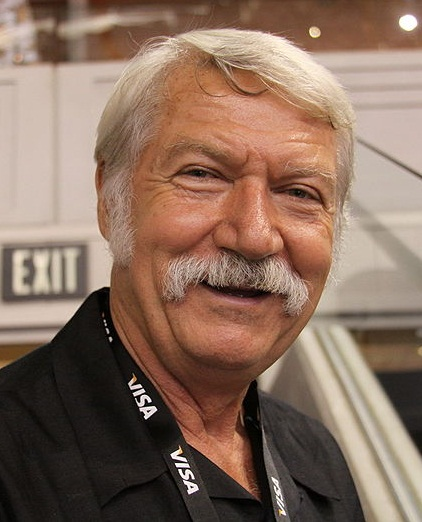
Béla Károlyi, treinador de ginástica romeno.

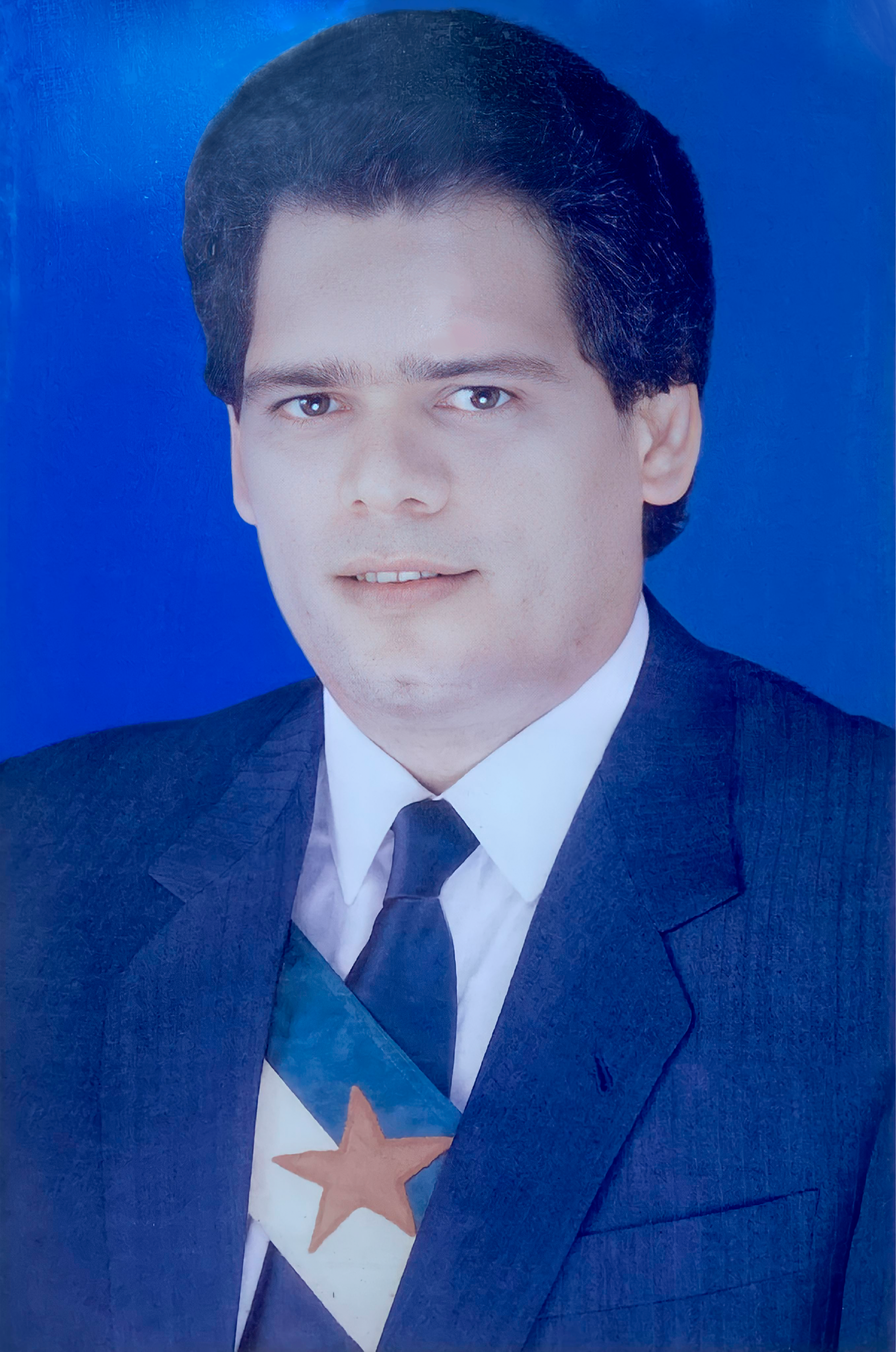
Flaviano Melo, político brasileiro.

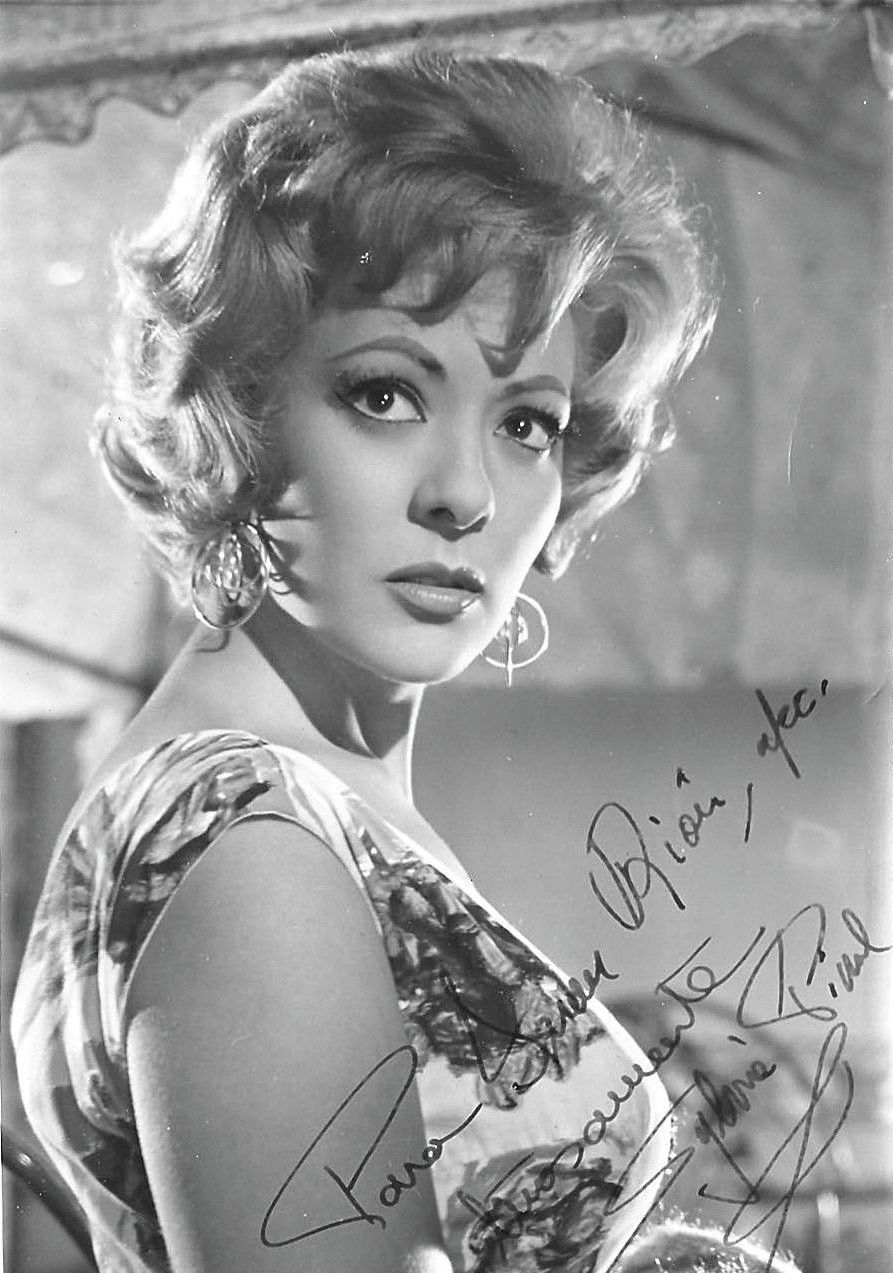
Silvia Pinal, atriz mexicana.

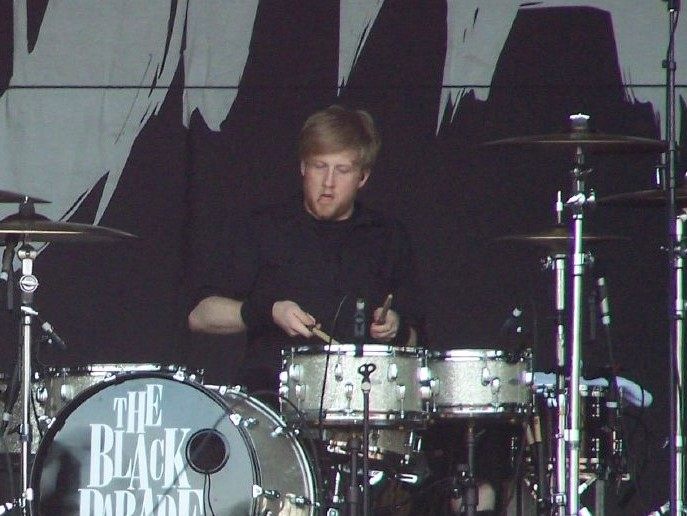
Bob Bryar, baterista estadunidense.

| Dia | Nome                       | Profissão ou motivo de reconhecimento | Nacionalidade                  | Nasc.        | Ref    |
| --- | -------------------------- | ------------------------------------- | ------------------------------ | ------------ | ------ |
| 1   | João Scognamiglio Clá Dias | Sacerdote                             | Brasil                         | 1939         | [ 1 ]  |
| 1   | Camilo Mortágua            | Militante antifascista                | Portugal                       | 1934         | [ 2 ]  |
| 1   | Michael Ruse               | Filósofo e biólogo                    | Reino Unido                    | 1940         | [ 3 ]  |
| 2   | Luiz Onmura                | Judoca                                | Brasil                         | 1960         | [ 4 ]  |
| 2   | Jonathan Haze              | Ator                                  | Estados Unidos                 | 1929         | [ 5 ]  |
| 2   | Yumara Rodrigues           | Atriz                                 | Brasil                         | 1934         | [ 6 ]  |
| 2   | Alan Rachins               | Ator                                  | Estados Unidos                 | 1942         | [ 7 ]  |
| 3   | Quincy Jones               | Músico                                | Estados Unidos                 | 1933         | [ 8 ]  |
| 3   | Alexander Pines            | Químico                               | Estados Unidos                 | 1945         | [ 9 ]  |
| 4   | Agnaldo Rayol              | Cantor                                | Brasil                         | 1938         | [ 10 ] |
| 4   | Tuta                       | Empresário                            | Brasil                         | 1931         | [ 11 ] |
| 4   | Evandro Teixeira           | Fotojornalista                        | Brasil                         | 1935         | [ 12 ] |
| 4   | Kiki Håkansson             | Modelo                                | Suécia                         | 1929         | [ 13 ] |
| 4   | Victor Alfred Lundy        | Arquiteto                             | Estados Unidos                 | 1923         | [ 14 ] |
| 5   | Mario Testa                | Médico                                | Argentina                      | 1925         | [ 15 ] |
| 5   | David P. Farrington        | Psicólogo e criminologista            | Reino Unido                    | 1944         | [ 16 ] |
| 6   | Paulo Hakimian             | Bispo                                 | Egito                          | 1953         | [ 17 ] |
| 6   | Dorothy Allison            | Escritora                             | Estados Unidos                 | 1949         | [ 18 ] |
| 6   | Tony Todd                  | Ator                                  | Estados Unidos                 | 1954         | [ 19 ] |
| 6   | Rodrigo Noval de Oliveira  | Policial militar e escritor           | Brasil                         | 1978         | [ 20 ] |
| 7   | Éden Pedroso               | Político                              | Brasil                         | 1943         | [ 21 ] |
| 8   | Ibrahim Eris               | Economista                            | Brasil · Turquia               | 1944         | [ 22 ] |
| 8   | Fernando Fragata           | Cineasta                              | Portugal                       | 1965         | [ 23 ] |
| 8   | Geneviève Grad             | Atriz                                 | França                         | 1944         | [ 24 ] |
| 8   | Rachid Mekloufi            | Futebolista                           | Argélia                        | 1936         | [ 25 ] |
| 8   | José Botafogo Gonçalves    | Advogado e diplomata                  | Brasil                         | 1935         | [ 26 ] |
| 9   | Ram Narayan                | Músico                                | Índia                          | 1927         | [ 27 ] |
| 9   | Bobby Allison              | Automobilista                         | Estados Unidos                 | 1937         | [ 28 ] |
| 9   | Pedro Machete              | Jurista                               | Portugal                       | 1965         | [ 29 ] |
| 9   | Lou Donaldson              | Saxofonista                           | Estados Unidos                 | 1926         | [ 30 ] |
| 10  | Alina Vaz                  | Atriz                                 | Portugal                       | 1936         | [ 31 ] |
| 10  | João Omar Macagnan         | Político                              | Brasil                         | 1943         | [ 32 ] |
| 10  | Dallas Long                | Atleta                                | Estados Unidos                 | 1940         | [ 33 ] |
| 11  | Frank Auerbach             | Pintor                                | Reino Unido/ Alemanha          | 1931         | [ 34 ] |
| 11  | Coşkun Taş                 | Futebolista                           | Turquia                        | 1935         | [ 35 ] |
| 12  | Michael Hübner             | Ciclista                              | Alemanha                       | 1959         | [ 36 ] |
| 12  | John Horgan                | Político                              | Canadá                         | 1959         | [ 37 ] |
| 12  | Roy Haynes                 | Baterista                             | Estados Unidos                 | 1925         | [ 38 ] |
| 12  | Joanne Chory               | Botânica e geneticista                | Estados Unidos                 | 1955         | [ 39 ] |
| 12  | Thomas Eugene Kurtz        | Matemático                            | Estados Unidos                 | 1928         | [ 40 ] |
| 12  | Otepa Kalambay             | Futebolista                           | República Democrática do Congo | 1948         | [ 41 ] |
| 12  | Helmut Koch                | Matemático                            | Alemanha                       | 1932         | [ 42 ] |
| 13  | Franco Ferrarotti          | Sociólogo                             | Itália                         | 1926         | [ 43 ] |
| 13  | Shel Talmy                 | Produtor musical                      | Estados Unidos                 | 1937         | [ 44 ] |
| 14  | Max Freitas Mauro          | Político e médico                     | Brasil                         | 1937         | [ 45 ] |
| 14  | Arturo García Tenorio      | Ator                                  | México                         | 1954         | [ 46 ] |
| 14  | Peter Sinfield             | Poeta e músico                        | Reino Unido                    | 1943         | [ 47 ] |
| 15  | Yuriko Mikasa              | Princesa                              | Japão                          | 1923         | [ 48 ] |
| 15  | Celeste Caeiro             | Pacifista                             | Portugal                       | 1933         | [ 49 ] |
| 15  | Pedro Guerra               | Comentador desportivo                 | Portugal                       | 1966         | [ 50 ] |
| 15  | Béla Károlyi               | Treinador de ginástica                | Roménia                        | 1942         | [ 51 ] |
| 16  | Gerry Weil                 | Pianista                              | Áustria/ Venezuela             | 1939         | [ 52 ] |
| 16  | John Franklin Meldon Hine  | Prelado                               | Reino Unido                    | 1938         | [ 53 ] |
| 17  | Bernard Chiarelli          | Futebolista                           | França                         | 1934         | [ 54 ] |
| 17  | Hugo Villaverde            | Futebolista                           | Argentina                      | 1954         | [ 55 ] |
| 17  | Apóstolo Rina              | Pastor                                | Brasil                         | 1972         |        |
| 17  | Joachim Griese             | Velejador                             | Alemanha                       | 1952         | [ 56 ] |
| 18  | Charles Dumont             | Cantor, ator e compositor             | França                         | 1929         | [ 57 ] |
| 18  | Paulo Alexandre            | Cantor                                | Portugal                       | 1931         | [ 58 ] |
| 18  | José Queiroz da Costa      | Político                              | Brasil                         | 1936         | [ 59 ] |
| 19  | Tony Campolo               | Pastor, escritor e sociólogo          | Estados Unidos                 | 1935         | [ 60 ] |
| 19  | Colin Chilvers             | Coordenador de efeitos especiais      | Reino Unido                    | 1945         | [ 61 ] |
| 19  | Julio Zanotta              | Dramaturgo, contista e romancista     | Brasil                         | 1950         | [ 62 ] |
| 20  | José Luis Azcona Hermoso   | Bispo                                 | Brasil                         | 1940         | [ 63 ] |
| 20  | Flaviano Melo              | Político                              | Brasil                         | 1949         | [ 64 ] |
| 20  | Ursula Haverbeck           | Escritora e ativista                  | Alemanha                       | 1928         | [ 65 ] |
| 20  | Mary Jodi Rell             | Política                              | Estados Unidos                 | 1946         | [ 66 ] |
| 20  | Marshall Brain             | Escritor                              | Estados Unidos                 | 1961         | [ 67 ] |
| 20  | Mike Pinera                | Músico                                | Estados Unidos                 | 1948         | [ 68 ] |
| 21  | Vicente de la Mata         | Futebolista                           | Argentina                      | 1944         | [ 69 ] |
| 21  | Serge Vohor                | Político                              | Vanuatu                        | 1955         | [ 70 ] |
| 22  | Eduard Zehnder             | Matemático                            | Suíça                          | 1940         | [ 71 ] |
| 23  | Jean Jourden               | Ciclista                              | França                         | 1942         | [ 72 ] |
| 23  | José Barahona              | Realizador                            | Portugal                       | 1969         | [ 73 ] |
| 23  | Walter Kaminsky            | Químico                               | Alemanha                       | 1941         | [ 74 ] |
| 24  | Breyten Breytenbach        | Escritor e pintor                     | África do Sul                  | 1939         | [ 75 ] |
| 24  | Colin Renfrew              | Arqueólogo                            | Reino Unido                    | 1937         | [ 76 ] |
| 24  | Barbara Taylor Bradford    | Escritora e romancista                | Reino Unido                    | 1933         | [ 77 ] |
| 24  | Helen Gallagher            | Atriz e dançarina                     | Estados Unidos                 | 1926         | [ 78 ] |
| 25  | Miguel Ángel Ayuso Guixot  | Prelado                               | Espanha                        | 1952         | [ 79 ] |
| 25  | José Clemente Pozenato     | Escritor, tradutor e professor        | Brasil                         | 1936         | [ 80 ] |
| 25  | John Tinniswood            | Supercentenário                       | Reino Unido                    | 1912         | [ 82 ] |
| 26  | Jan Furtok                 | Futebolista                           | Polónia                        | 1962         | [ 83 ] |
| 26  | Jim Abrahams               | Escritor e roteirista                 | Estados Unidos                 | 1934         | [ 84 ] |
| 26  | Bob Bryar                  | Baterista                             | Estados Unidos                 | 1979         | [ 85 ] |
| 26  | Shalom Nagar               | Guarda prisional                      | Israel                         | 1936 ou 1938 | [ 86 ] |
| 27  | Alfredo Nunes              | Político e dirigente esportivo        | Brasil                         | 1926         | [ 87 ] |
| 27  | Leonor González Mina       | Cantora, atriz e folclorista          | Colômbia                       | 1932         | [ 88 ] |
| 28  | Prince Johnson             | Político                              | Libéria                        | 1952         | [ 89 ] |
| 28  | Silvia Pinal               | Atriz                                 | México                         | 1931         | [ 90 ] |
| 28  | Lia Crucet                 | Cantora e atriz                       | Argentina                      | 1951         | [ 91 ] |
| 29  | Josef Jelínek              | Futebolista                           | Chéquia/ Tchecoslováquia       | 1941         | [ 92 ] |
| 29  | Marshall Brickman          | Escritora e cineasta                  | Estados Unidos                 | 1939         | [ 93 ] |
| 30  | Tchinda Andrade            | Ativista LGBT                         | Cabo Verde                     | 1979         | [ 94 ] |